# Concerto classico
Concerto classico este un album de cover al cântarețului Al Bano publicat în anul 1997 și primul după despărțirea artistică de Romina Power.
Albumul a avut un mare succes în Austria unde a obținut 3 discuri de platină și unul de aur în Italia. Conține piese din repertoriul clasic prelucrate în stil Operatic pop în colaborare cu Orchestra Filarmonică din München dar păstrând la bază partitura originală. Au colaborat la versuri alături de Al Bano și autorii Vito Pallavicini, Andrea Lo Vecchio, Ermanno Croce și Romina Power. Pentru acest album Al Bano a fost complimentat de tenorii Placido Domingo și José Carreras cu care a cântat într-un concert la Bad Ischl în august 1998.

## Track list
1. Il mio concerto per te  (Piotr Ilici Ceaikovski, Andrea Lo Vecchio, Albano Carrisi - Concert pentru pian nr. 1 în Si bemol minor, op. 23)
2. Una furtiva lagrima  (Gaetano Donizetti, Felice Romani - Arie din opera Elixirul dragostei)
3. Terra mia  (Antonín Dvořák, Albano Carrisi, Ermanno Croce - Simfonia nr. 9 "Din lumea nouă")
4. Va pensiero  (Giuseppe Verdi, Temistocle Solera - Corul prizonierilor evrei din opera Nabucco)
5. Dormi  (Giacomo Puccini, Albano Carrisi - Corul mut din opera Madama Butterfly)
6. La nostra serenata  (Franz Schubert, Albano Carrisi, Vito Pallavicini - Serenadă din opera Leise flehen meine Lieder/Ständchen D 957 nr. 4)
7. Buona notte amore mio  (Jacques Offenbach, Albano Carrisi, Ermanno Croce - Barcarolă din opera Povestirile lui Hoffmann)
8. Viva la libertà  (Giuseppe Verdi, Andrea Lo Vecchio - Marșul triumfal din opera Aida)
9. E lucevan le stelle  (Giacomo Puccini, Luigi Illica, Giuseppe Giacosa - Arie din opera Tosca)
10. Tu dove sei  (Fryderyk Chopin, Albano Carrisi, Vito Pallavicini - Studiul op. 10 n. 3 "Tristesse")
11. Giochi del tempo  (Romina Power - Romanță anonimă)
12. Anni  (Ludwig van Beethoven, Andrea Lo Vecchio - Allegretto din Simfonia nr. 7)
13. Ave Maria  (Johann Sebastian Bach, Charles Gounod - Preludiul nr. 1 din Clavecinul bine temperat)
14. Canto alla gioia  (Ludwig van Beethoven, Andrea Lo Vecchio - Odă bucuriei din Simfonia nr. 9)